# Christoffer Boe
Christoffer Boe est un réalisateur danois né le 7 mai 1974.
En 2003 il co-fonde de la société de production AlphaVille Pictures Copenhagen (en) avec le producteur Tine Grew Pfeiffer.
Il a reçu la Caméra d'or pour Reconstruction au Festival de Cannes 2003.

## Filmographie

### Réalisateur

#### Cinéma
- 2004 : Reconstruction
- 2004 : Europe Does Not Exist, court-métrage du film Visions of Europe
- 2005 : Allegro
- 2006 : Offscreen
- 2010 : Everything will be Fine
- 2010 : Beast
- 2013 : Sex, Drugs & Taxation
- 2017 : Rejsen (court-métrage)
- 2018 : Les Enquêtes du département V : Dossier 64 (Journal 64)

#### Télévision
- 2011 : Kissmeyer Basic
- 2018 : L'ancien combat
- 2019 : Forhøret

### Scénariste

#### Cinéma
- 2004 : Reconstruction
- 2004 : Europe Does Not Exist, court-métrage du film Visions of Europe
- 2005 : Allegro
- 2006 : Offscreen
- 2010 : Everything will be Fine
- 2010 : Beast
- 2013 : Sex, Drugs & Taxation
- 2014 : When Animals Dream
- 2017 : Rejsen (court-métrage)

#### Télévision
- 2011 : Kissmeyer Basic  (série télévisée)
- 2018 : L'ancien combat (série télévisée)
- 2019 : Forhøret (série télévisée)

### Producteur

#### Cinéma
- 2011 : Room 304
- 2013 : Afterparty
- 2014 : When Animals Dream